# Frank Rinehart
Pour les articles homonymes, voir Rinehart.
Frank Rinehart (1861-1928) est un photographe américain connu pour ses portraits de Nord-Amérindiens, en particulier de ceux de chefs ou délégués au Indian Congress (en) de 1898.

## Galerie

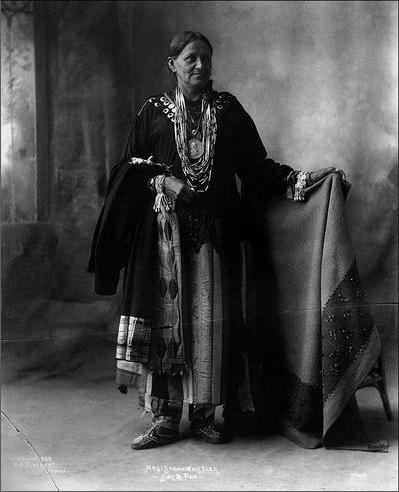
Sarah Whislter, femme sauk.
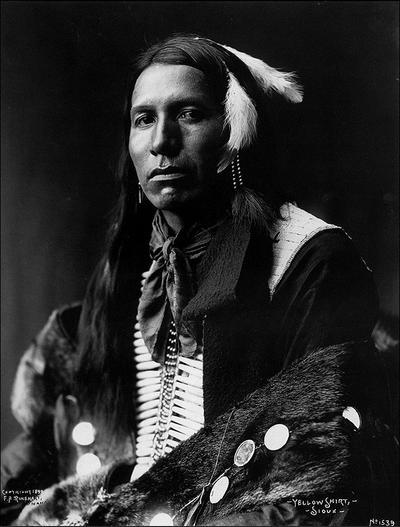
Yellow Shirt, chef hunkpapa sioux.
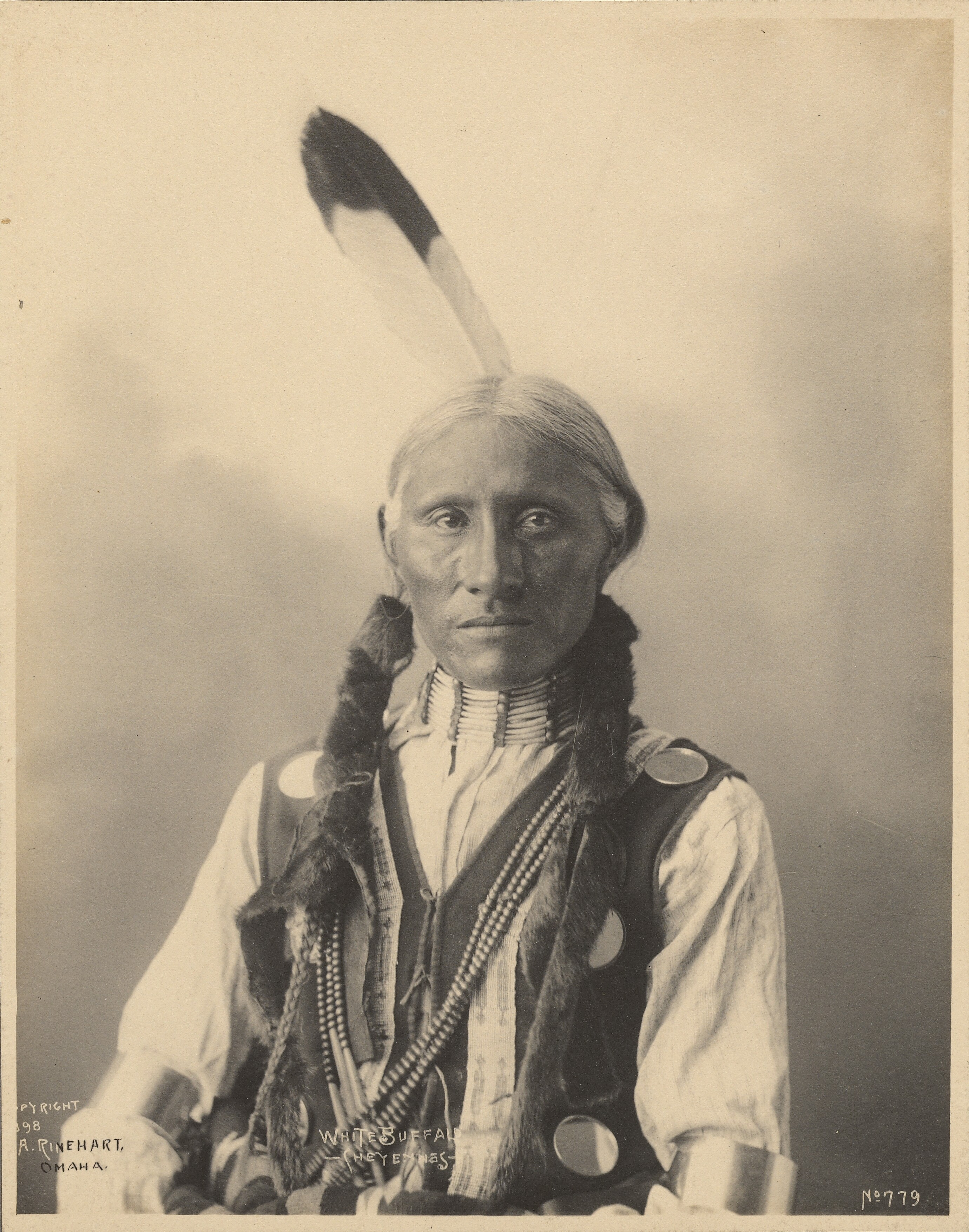
White Buffalo (en), chef cheyenne.
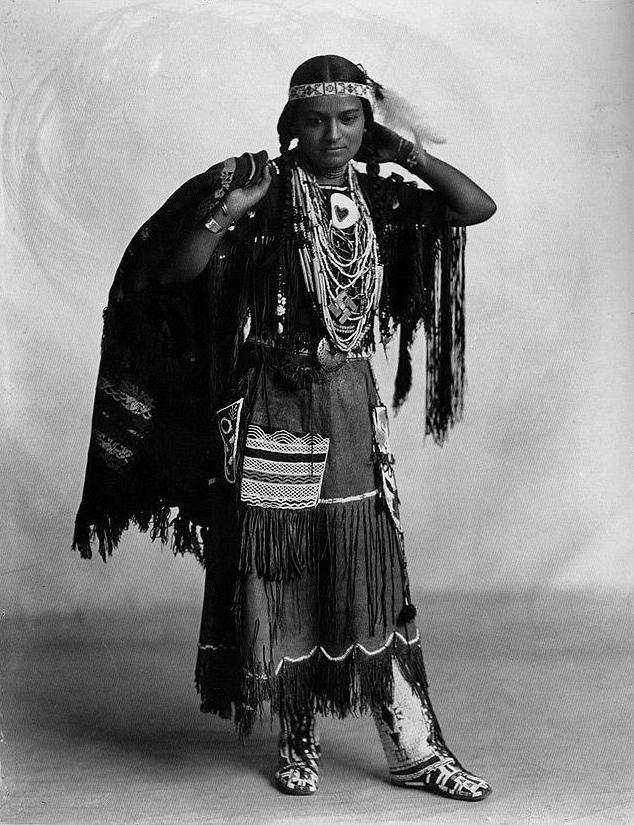
Wah-Ta-Waso, femme pentagouet.
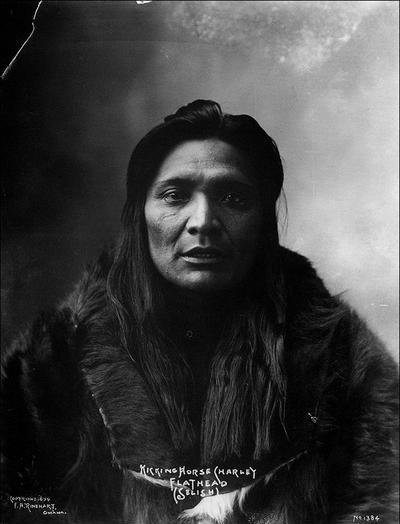
Kicking Horse, chef salish.
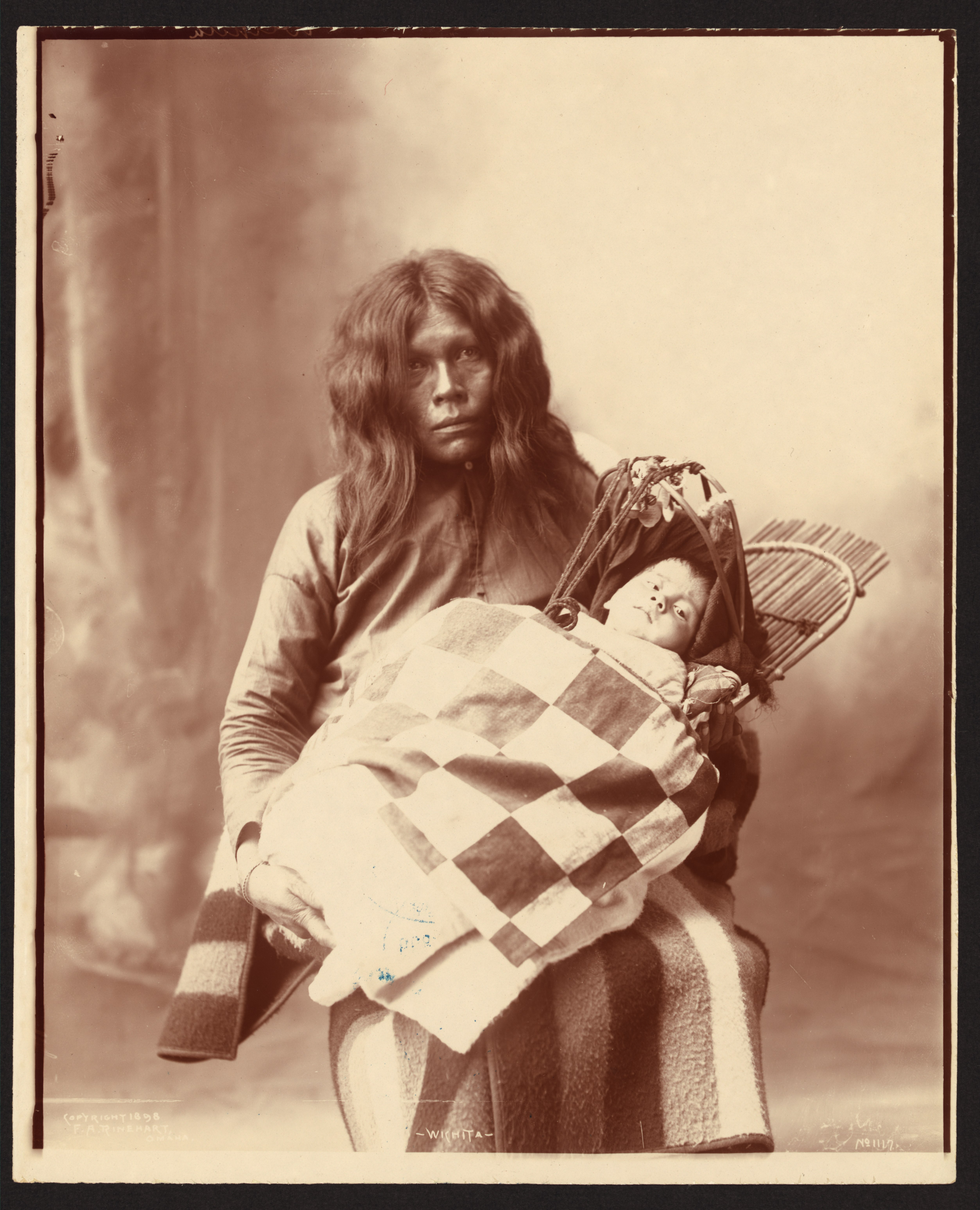
Wichitas, 1899. Le nourrisson est dans un porte-bébé sur planche.
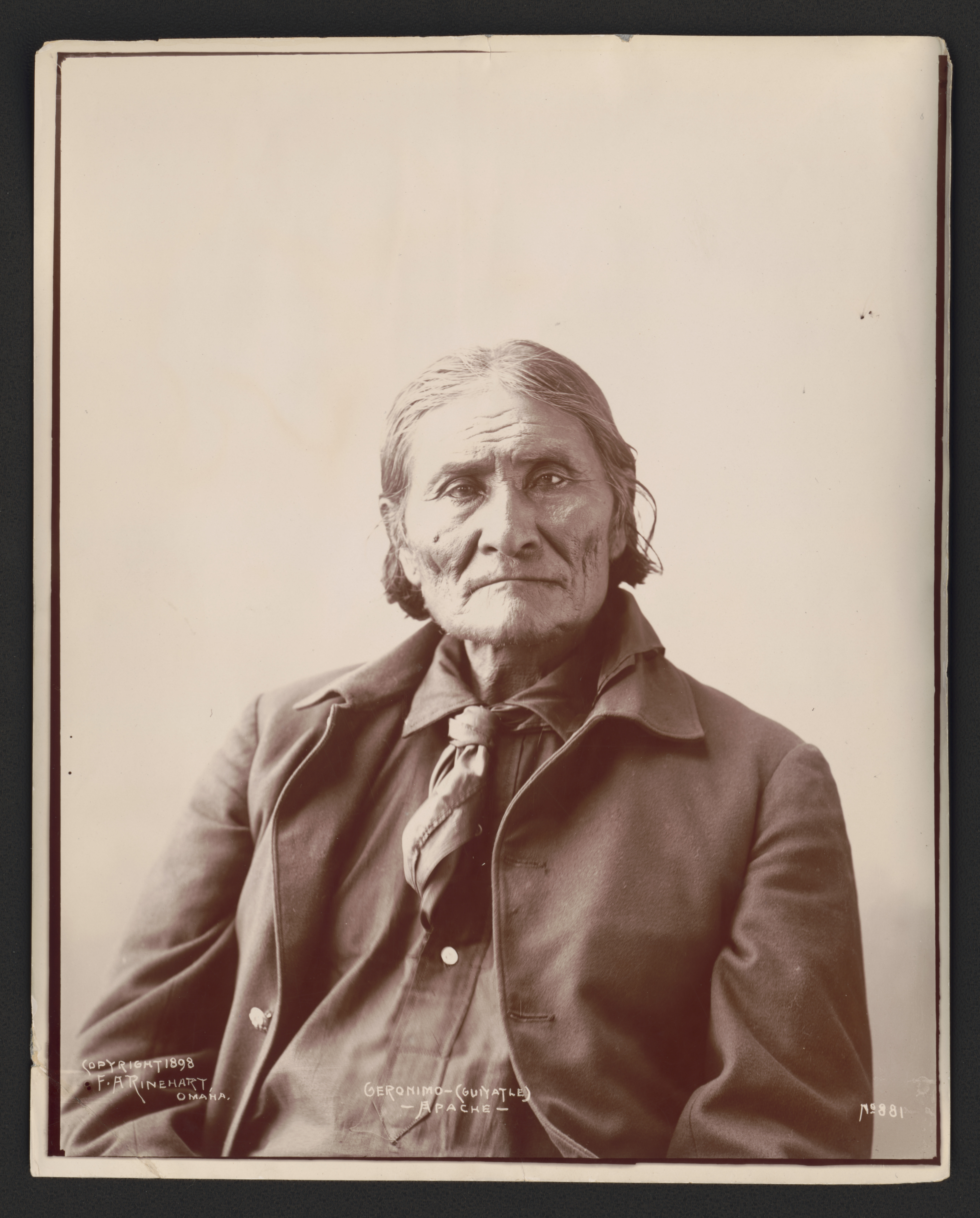
Geronimo, dirigeant chiricahua apache.
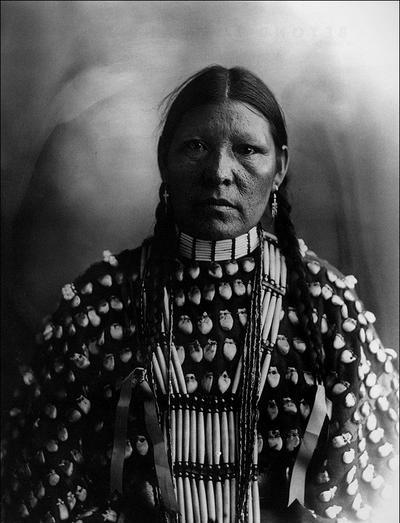
Freckle Face, femme arapahoe.
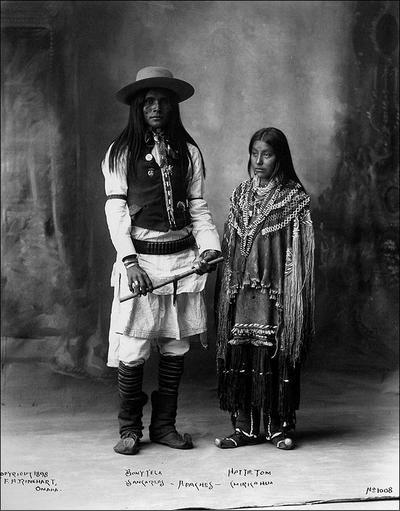
Bonie Tela, San Carlos Apache, et Hattie Tom, chiricahua apache.